# GSC3614-2268
GSC3614-2268 — хімічно пекулярна зоря спектрального класу B8, що має видиму зоряну величину в смузі V приблизно 10,1.